# Etheostoma sanguifluum
Etheostoma sanguifluus е вид лъчеперка от семейство Костурови (Percidae).

## Разпространение
Видът е ендемичен за югоизточната част на Съединените щати.